# Елбурн (Илиноис)
Елбурн (енгл. Elburn) град је у америчкој савезној држави Илиноис.

## Демографија
По попису из 2010. године број становника је 5.602, што је 2.846 (103,3%) становника више него 2000. године.
| Група             | 2000.         | 2010.         |
| Белци             | 2.664 (96,7%) | 4.986 (89,0%) |
| Афроамериканци    | 3 (0,1%)      | 30 (0,5%)     |
| Азијати           | 9 (0,3%)      | 176 (3,1%)    |
| Хиспаноамериканци | 59 (2,1%)     | 366 (6,5%)    |
| Укупно            | 2.756         | 5.602         |